# Monthodon
Monthodon est une commune française située dans le département d'Indre-et-Loire, en région Centre-Val de Loire.

## Géographie

### Localisation
Monthodon se situe à la limite nord-est du département d'Indre-et-Loire, dans la Gâtine tourangelle.
| Saint-Martin-des-Bois Loir-et-Cher | Saint-Arnoult Loir-et-Cher | Prunay-Cassereau Loir-et-Cher |
| Les Hermites                       | Monthodon                  | Authon Loir-et-Cher           |
| La Ferrière                        | Saint-Laurent-en-Gâtines   | Le Boulay                     |

### Hydrographie

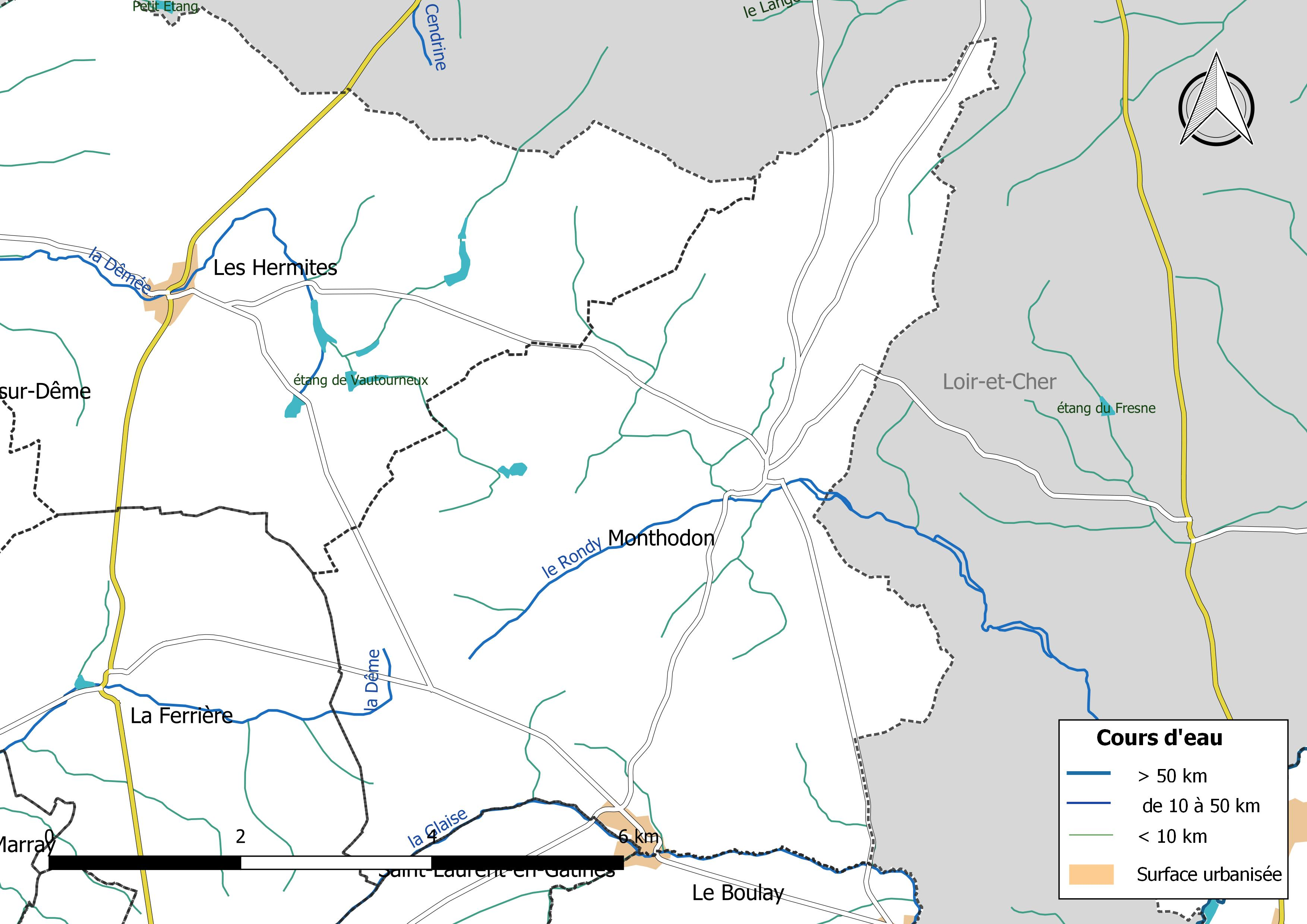
Réseau hydrographique de Monthodon.

Le réseau hydrographique communal, d'une longueur totale de 25,21 km, comprend trois cours d'eau notables, la Dême (1,195 km), la Glaise (0,922 km) et le Rondy (4,445 km), ainsi que divers petits cours d'eau pour certains temporaires,.
La Dême, d'une longueur totale de 32,5 km, prend sa source à 160 m d'altitude au sud-ouest du territoire communal aux abords du hameau des Tesnières et se jette dans le Loir à Vouvray-sur-Loir, à 47 m d'altitude, après avoir traversé 9 communes. Ce cours d'eau est classé dans la liste 2 au titre de l'article L. 214-17 du code de l'environnement sur le Bassin Loire-Bretagne. Du fait de ce classement, tout ouvrage doit être géré, entretenu et équipé selon des règles définies par l'autorité administrative, en concertation avec le propriétaire ou, à défaut, l'exploitant.
Sur le plan piscicole, la Dême est classée en première catégorie piscicole. Le groupe biologique dominant est constitué essentiellement de salmonidés (truite, omble chevalier, ombre commun, huchon).
La Glaise, d'une longueur totale de 12,4 km, prend sa source dans la commune de La Ferrière et se jette dans la Brenne au Boulay.
Ce cours d'eau est classé dans la liste 1 au titre de l'article L. 214-17 du code de l'environnement sur le Bassin Loire-Bretagne. Du fait de ce classement, aucune autorisation ou concession ne peut être accordée pour la construction de nouveaux ouvrages s'ils constituent un obstacle à la continuité écologique et le renouvellement de la concession ou de l'autorisation des ouvrages existants est subordonné à des prescriptions permettant de maintenir le très bon état écologique des eaux. Sur le plan piscicole, la Glaise est également classée en deuxième catégorie piscicole.
Le Rondy, d'une longueur totale de 11,4 km, prend sa source au sud-ouest du territoire communal aux abords du hameau de la Houlée et se jette dans la Brenne à Neuville-sur-Brenne, après avoir traversé 3 communes.
Ce cours d'eau est classé dans la liste 1 au titre de l'article L. 214-17 du code de l'environnement sur le Bassin Loire-Bretagne. Du fait de ce classement, aucune autorisation ou concession ne peut être accordée pour la construction de nouveaux ouvrages s'ils constituent un obstacle à la continuité écologique et le renouvellement de la concession ou de l'autorisation des ouvrages existants est subordonné à des prescriptions permettant de maintenir le très bon état écologique des eaux. Sur le plan piscicole, le Rondy est également classé en deuxième catégorie piscicole.

### Climat
Pour des articles plus généraux, voir Climat du Centre-Val de Loire et Climat d'Indre-et-Loire.
En 2010, le climat de la commune est de type climat océanique dégradé des plaines du Centre et du Nord, selon une étude du CNRS s'appuyant sur une série de données couvrant la période 1971-2000. En 2020, Météo-France publie une typologie des climats de la France métropolitaine dans laquelle la commune est exposée à un climat océanique altéré et est dans la région climatique Moyenne vallée de la Loire, caractérisée par une bonne insolation (1 850 h/an) et un été peu pluvieux.
Pour la période 1971-2000, la température annuelle moyenne est de 10,5 °C, avec une amplitude thermique annuelle de 15,4 °C. Le cumul annuel moyen de précipitations est de 704 mm, avec 11,1 jours de précipitations en janvier et 7,3 jours en juillet. Pour la période 1991-2020, la température moyenne annuelle observée sur la station météorologique de Météo-France la plus proche, sur la commune de Saint-Laurent-en-Gâtines à 8 km à vol d'oiseau, est de 11,6 °C et le cumul annuel moyen de précipitations est de 769,1 mm,. Pour l'avenir, les paramètres climatiques de la commune estimés pour 2050 selon différents scénarios d'émission de gaz à effet de serre sont consultables sur un site dédié publié par Météo-France en novembre 2022.

## Urbanisme

### Typologie
Au 1er janvier 2024, Monthodon est catégorisée commune rurale à habitat dispersé, selon la nouvelle grille communale de densité à sept niveaux définie par l'Insee en 2022.
Elle est située hors unité urbaine. Par ailleurs la commune fait partie de l'aire d'attraction de Tours, dont elle est une commune de la couronne,. Cette aire, qui regroupe 162 communes, est catégorisée dans les aires de 200 000 à moins de 700 000 habitants,.

### Occupation des sols
L'occupation des sols de la commune, telle qu'elle ressort de la base de données européenne d’occupation biophysique des sols Corine Land Cover (CLC), est marquée par l'importance des territoires agricoles (91,9 % en 2018), une proportion sensiblement équivalente à celle de 1990 (91,8 %). La répartition détaillée en 2018 est la suivante : 
terres arables (87,7 %), forêts (7,6 %), zones agricoles hétérogènes (4 %), zones urbanisées (0,6 %), prairies (0,2 %). L'évolution de l’occupation des sols de la commune et de ses infrastructures peut être observée sur les différentes représentations cartographiques du territoire : la carte de Cassini (XVIIIe siècle), la carte d'état-major (1820-1866) et les cartes ou photos aériennes de l'IGN pour la période actuelle (1950 à aujourd'hui).

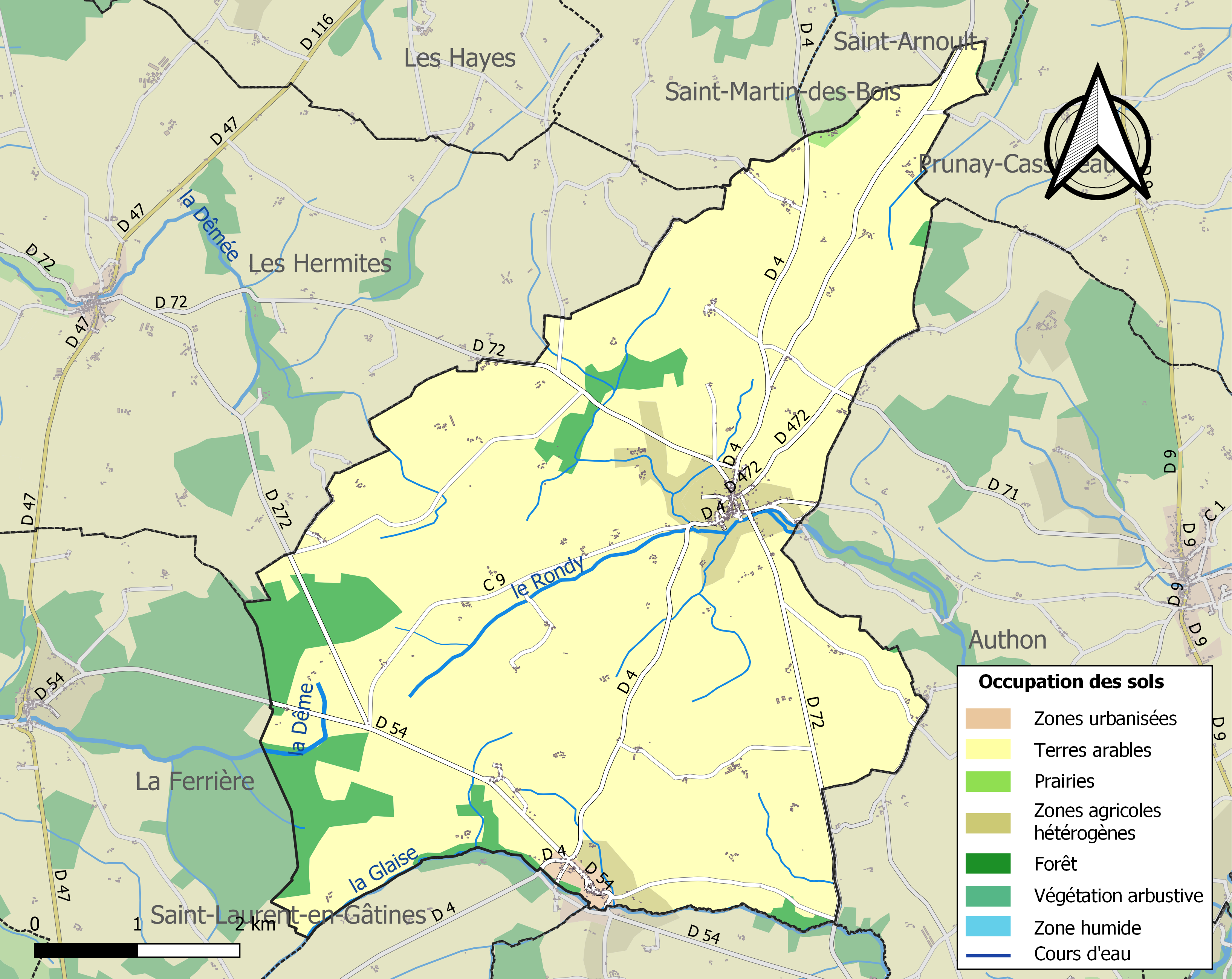
Carte des infrastructures et de l'occupation des sols de la commune en 2018 (CLC).

### Risques majeurs
Le territoire de la commune de Monthodon est vulnérable à différents aléas naturels : météorologiques (tempête, orage, neige, grand froid, canicule ou sécheresse), feux de forêts et séisme (sismicité très faible). Un site publié par le BRGM permet d'évaluer simplement et rapidement les risques d'un bien localisé soit par son adresse soit par le numéro de sa parcelle.
Pour anticiper une remontée des risques de feux de forêt et de végétation vers le nord de la France en lien avec le dérèglement climatique, les services de l’État en région Centre-Val de Loire (DREAL, DRAAF, DDT) avec les SDIS ont réalisé en 2021 un atlas régional du risque de feux de forêt, permettant d’améliorer la connaissance sur les massifs les plus exposés. La commune, étant pour partie dans le massif de Beaumont, est classée au niveau de risque 3, sur une échelle qui en comporte quatre (1 étant le niveau maximal).

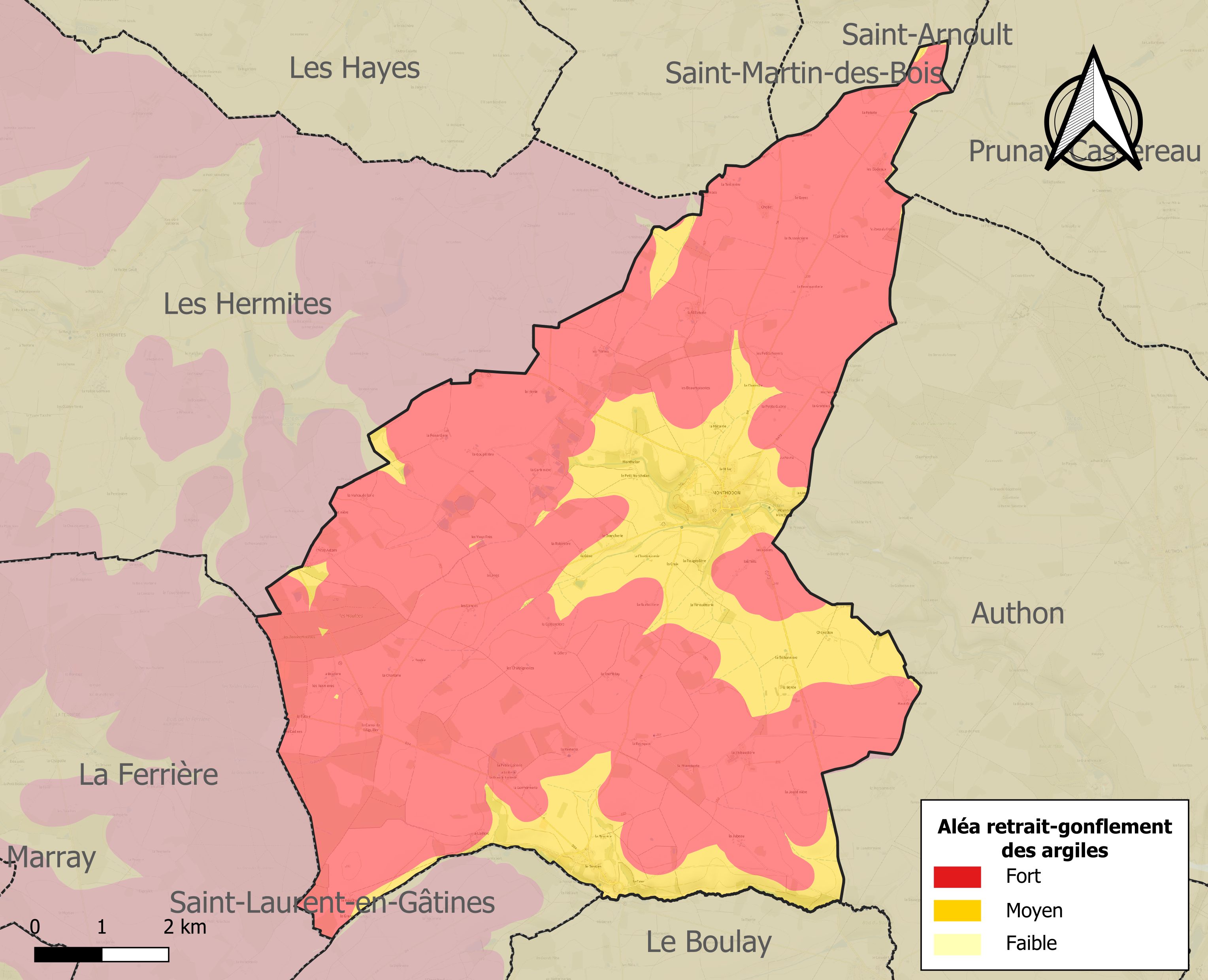
Carte des zones d'aléa retrait-gonflement des sols argileux de Monthodon.

Le retrait-gonflement des sols argileux est susceptible d'engendrer des dommages importants aux bâtiments en cas d’alternance de périodes de sécheresse et de pluie. La totalité de la commune est en aléa moyen ou fort (90,2 % au niveau départemental et 48,5 % au niveau national). Sur les 344 bâtiments dénombrés sur la commune en 2019, 344 sont en aléa moyen ou fort, soit 100 %, à comparer aux 91 % au niveau départemental et 54 % au niveau national. Une cartographie de l'exposition du territoire national au retrait gonflement des sols argileux est disponible sur le site du BRGM,.
Concernant les mouvements de terrains, la commune a été reconnue en état de catastrophe naturelle au titre des dommages causés par la sécheresse en 1989 et par des mouvements de terrain en 1999.

## Histoire
En 1822, Monthodon a annexé la commune du Sentier par ordonnance royale. Toutefois les délibérations pour rétablir la section du Sentier en commune distincte, ou à défaut la rattacher à la commune du Boulay plus proche et d'accès plus pratique, dureront jusqu'en 1901.
Les habitants du Sentier, en signe de protestation contre cette décision prise sans leur assentiment et voyant que leurs démarches n'aboutissent pas, se convertissent massivement au protestantisme en 1895.
Ils constituent alors « une société civile immobilière dont le but est la construction et la gestion d'un temple ». Ce temple modeste construit en 1896, et qui est resté en activité jusqu'en 1989, témoigne de cette rébellion originale. Il herbergea un certain temps l'Association des Amis du Sentier. Le cimetière du Sentier, attaché à l'ancienne paroisse, fut définitivement fermé par arrêté municipal en 1860, et l'église abandonnée vendue à un particulier.

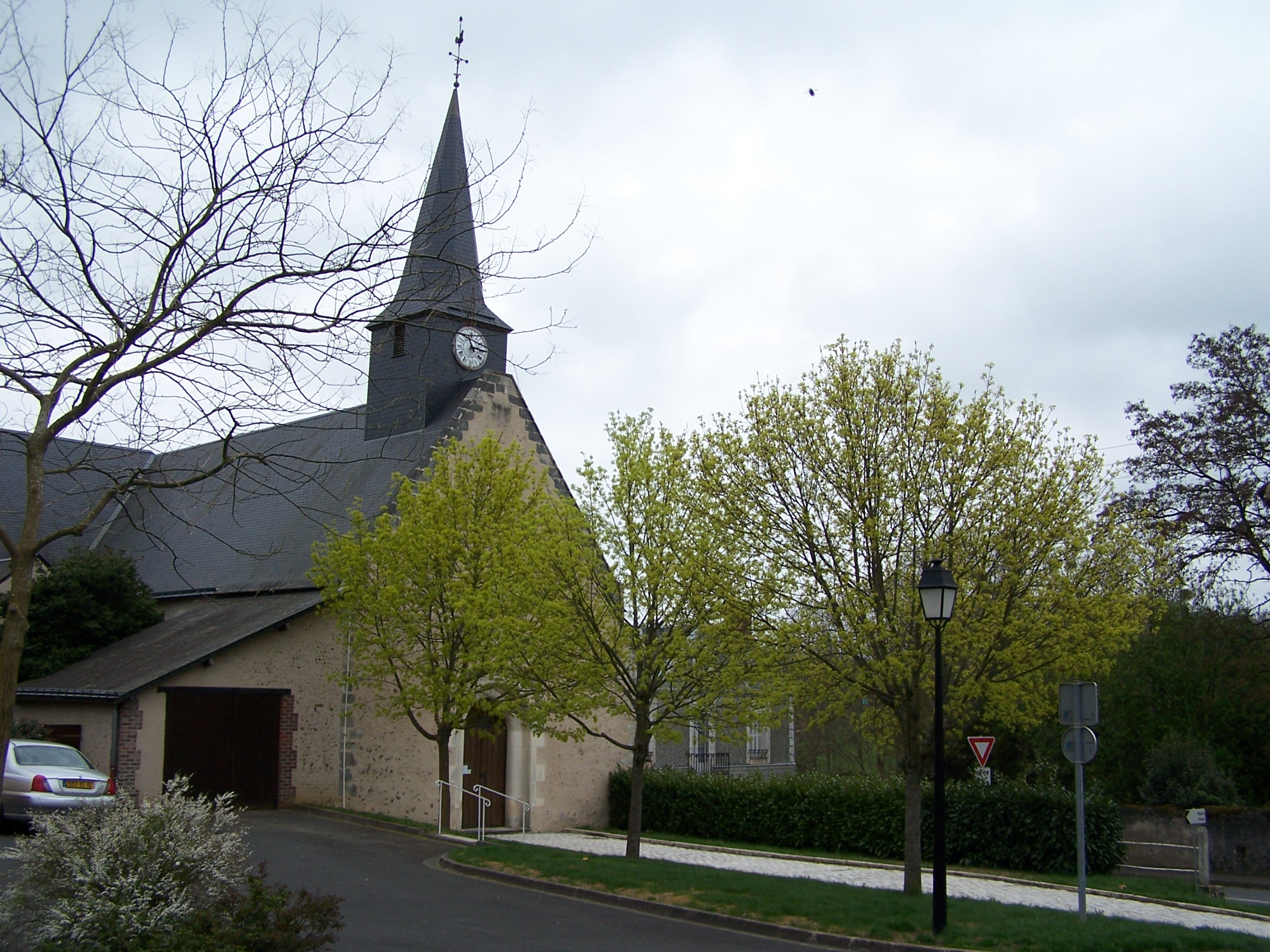
L'église de Monthodon.
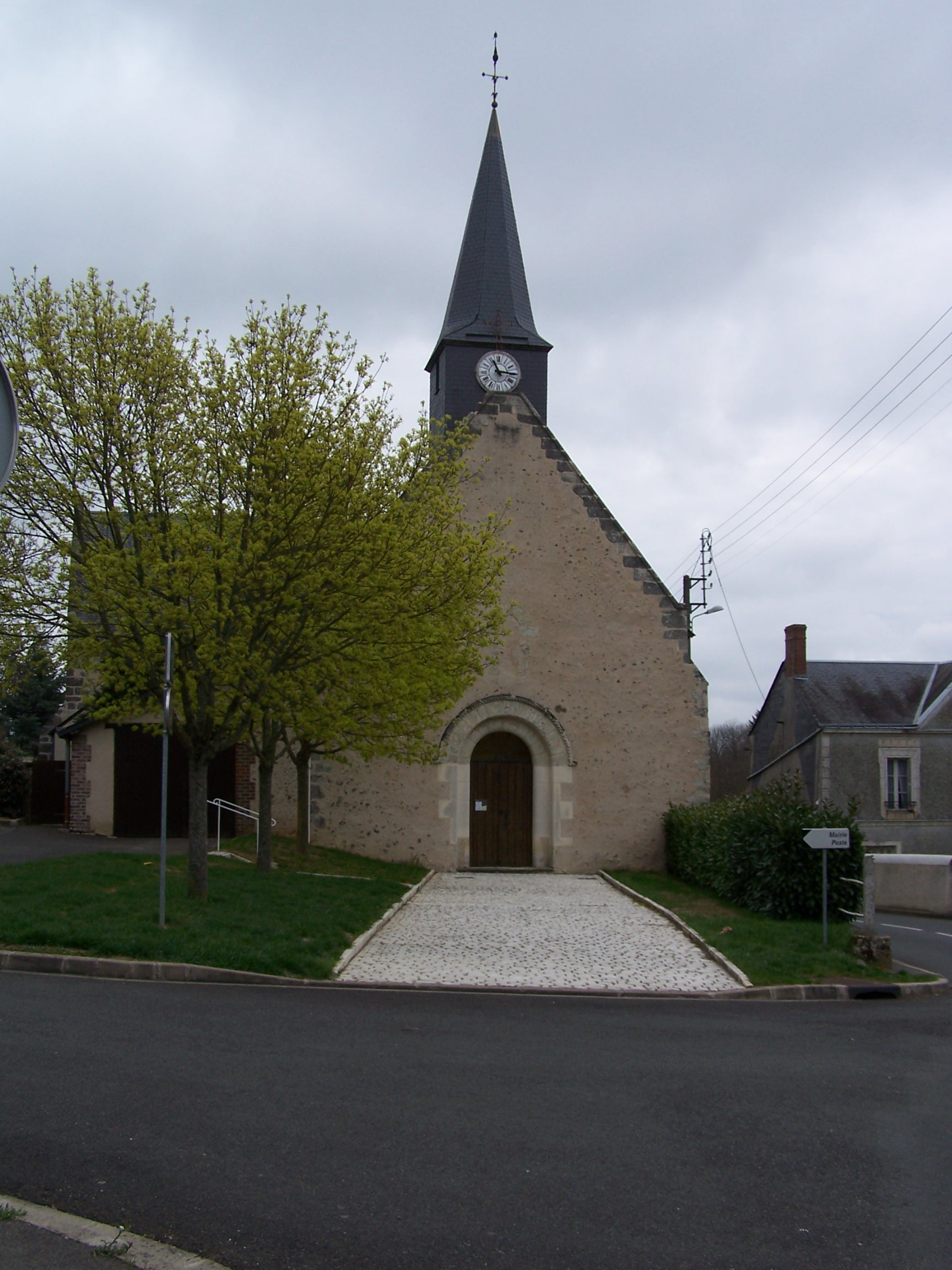
Portail de l'église, XVe siècle.

## Politique et administration
| Période                                  | Période   | Identité        | Étiquette | Qualité         |
| ---------------------------------------- | --------- | --------------- | --------- | --------------- |
| avant 1988                               | mars 2008 | Eva Paris       |           |                 |
| mars 2008                                | 2014      | Armel Baldyrou  |           |                 |
| mars 2014                                | mai 2020  | Olivier Podevin | DVD       | Agent technique |
| mars 2020                                | En cours  | Caroline Doaré  |           |                 |
| Les données manquantes sont à compléter. |           |                 |           |                 |

## Population et société

### Démographie
L'évolution du nombre d'habitants est connue à travers les recensements de la population effectués dans la commune depuis 1793. Pour les communes de moins de 10 000 habitants, une enquête de recensement portant sur toute la population est réalisée tous les cinq ans, les populations de référence des années intermédiaires étant quant à elles estimées par interpolation ou extrapolation. Pour la commune, le premier recensement exhaustif entrant dans le cadre du nouveau dispositif a été réalisé en 2007.

En 2022, la commune comptait 643 habitants, en évolution de +4,05 % par rapport à 2016 (Indre-et-Loire : +1,67 %, France hors Mayotte : +2,11 %).
| 1793 | 1800 | 1806 | 1821 | 1831 | 1836 | 1841 | 1846 | 1851 |
| ---- | ---- | ---- | ---- | ---- | ---- | ---- | ---- | ---- |
| 468  | 534  | 576  | 585  | 863  | 858  | 846  | 805  | 833  |

| 1856 | 1861 | 1866 | 1872 | 1876 | 1881 | 1886 | 1891 | 1896 |
| ---- | ---- | ---- | ---- | ---- | ---- | ---- | ---- | ---- |
| 815  | 830  | 810  | 771  | 748  | 807  | 809  | 837  | 903  |

| 1901 | 1906 | 1911 | 1921 | 1926 | 1931 | 1936 | 1946 | 1954 |
| ---- | ---- | ---- | ---- | ---- | ---- | ---- | ---- | ---- |
| 922  | 940  | 894  | 824  | 805  | 858  | 859  | 852  | 744  |

| 1962 | 1968 | 1975 | 1982 | 1990 | 1999 | 2006 | 2007 | 2012 |
| ---- | ---- | ---- | ---- | ---- | ---- | ---- | ---- | ---- |
| 701  | 673  | 579  | 560  | 547  | 559  | 621  | 630  | 608  |

| 2017 | 2022 | - | - | - | - | - | - | - |
| ---- | ---- | - | - | - | - | - | - | - |
| 631  | 643  | - | - | - | - | - | - | - |

### Enseignement
Monthodon se situe dans l'Académie d'Orléans-Tours (Zone B) et dans la circonscription d'Amboise.
L'école primaire accueille les élèves de la commune.

## Culture locale et patrimoine

### Lieux et monuments
- L'église romane Saint-Étienne date du XIe siècle, bâtie par l'instance de l'évêque de Paris Renaud de Vendôme, dont il ne reste que la base des murs et la porte d'entrée de l'édifice d'origine. Elle a été reconstruite aux XVIe et XVIIe siècles. La paroisse dépendait autrefois de l'abbaye de la Trinité de Vendôme.
- L'ancienne église Saint-Pierre-du-Sentier, qui date aussi du XIIe siècle, dépendait de l'abbaye de Marmoutier de Tours.
- Deux lavoirs anciens.
- Le temple protestant du Sentier, qui date de 1896.

### Personnalités liées à la commune
- Alfred Foreau (1884-1956), né à La Mahoudellerie, deuxième dirigeant de l'ESA d'Angers et cofondateur de la JAC.